# ダイノバード
ダイノバード（dinobird）とは、恐竜や鳥類の先祖としてジョージ・オルシェフスキーが主張している仮想生物である。ジョージ・オルシェフスキーのBCF仮説のなかで使われる言葉である。
なお、BCF仮説は2013年現在の恐竜研究においては主流の仮説ではない。

## BCF仮説の概略
初めて鳥類と恐竜類の類縁関係、つまり恐竜から鳥が進化したと主張したのは、「ダーウィンのブルドッグ」というあだ名で有名なトマス・ヘンリー・ハクスリーで、1860年代後半のことであった。しかしながら、当時知られていた恐竜には鎖骨が存在しなかったことから、鎖骨が消失した恐竜から鎖骨が発達した鳥類が進化することはありえないとして、この説は支持者を失っていった。多くの研究者は、恐竜と鳥類は共通の先祖（槽歯類）から分岐して進化したと考えるようになった。
1973年、ジョン・オストロムが獣脚類にも鎖骨を持つものがいること、すなわち恐竜の鎖骨はすべて消失していたわけではないことを明らかにし、恐竜から鳥類が進化したという説を復活させた。
だが、鳥類が恐竜から進化したという説が通説となる一方、それを覆すような発見もあった。1983年にシャンカール・チャタジーによって三畳紀後期のカルン期の地層から発見されたプロトアビス・テキセンシスである。もっとも古い鳥類と考えられてきた始祖鳥よりも7000万年も前、最古の恐竜と同時期に、始祖鳥よりさらに進化した鳥類が存在することとなった。
それを踏まえ、1994年に米国のコラムニスト（古生物学の研究を職業とする者ではない）のジョージ・オルシェフスキーは、ジョン・オストロムとはまったく逆の、恐竜と鳥の起源に関する大胆な仮説を提案した。それがBCF仮説（The Birds Came First hypothesis :「鳥が先」仮説。ダイノバード仮説とも）であり、このなかで「ダイノバード」という言葉が新造された。彼のBCF仮説では、三畳紀に樹上性のある種の爬虫類が生存していたと想定し、そこから地上生活へと戻り分岐していったものが恐竜となり、最後まで樹上に残ったものが飛行能力を得て鳥類へ進化したとする。ここで想定したある種の爬虫類を「ダイノバード」と呼称した。そして始祖鳥は、ダイノバードが再び地上に戻り、恐竜へ進化する過程の生物であると位置づけたのである。
BCF仮説は、鳥的な恐竜、恐竜的な鳥が相次いで発見され、鳥の起源に注目が集まっていた時期に、「先に鳥が存在したのだ」という驚くべき大胆な仮定によって鳥と恐竜の関係をすっきりと説明しようとした。例えばこの仮説に従えば、恐竜に鎖骨を持つものとないものがいることが説明できる。つまり、鎖骨のない恐竜は「ダイノバード」から早々に分岐して地上生活に戻り鎖骨が退化したものであり、鎖骨のある恐竜はそれより後にダイノバードより分岐したということになる。

## BCF仮説の評価
BCF仮説は一般的な関心を集めはしたものの、学術論文の形式で発表された学説ではなかったため、研究者からの評価は低かった。
のちに中国などで盛んに発見された一連の羽毛恐竜の化石もBCF仮説を裏付けるものにはならず、逆に恐竜・獣脚類から鳥類が進化したことを示すものであった。2009年には、中国科学院などの研究チームが、ジュラ紀後期（1億6100万年〜1億5100万年前／始祖鳥よりも古い時代）の地層から、前後の脚に長い風切り羽を持つ小型肉食恐竜の化石が見つかったと、9月24日付で英科学誌ネイチャーに発表した。この発見によって、恐竜はまず羽毛を身につけ、そこから鳥類へと進化していったと結論づけられた。
特にBCF仮説の弱点とされたのは、その論拠となったプロトアビスの化石が非常に不完全かつ保存状態が悪かった点である。これは発見当初こそ始祖鳥より進化した鳥類として話題を集めたものの、現在ではそれは単なる思い込みに過ぎず、そのような結論が下せる状態のものではないとされている（鳥だと思って見る者には鳥に見え、恐竜だと思って見る者には恐竜に見える、ロールシャッハ・テストだという学者もいる）。